# Малле-Стивенс, Робер

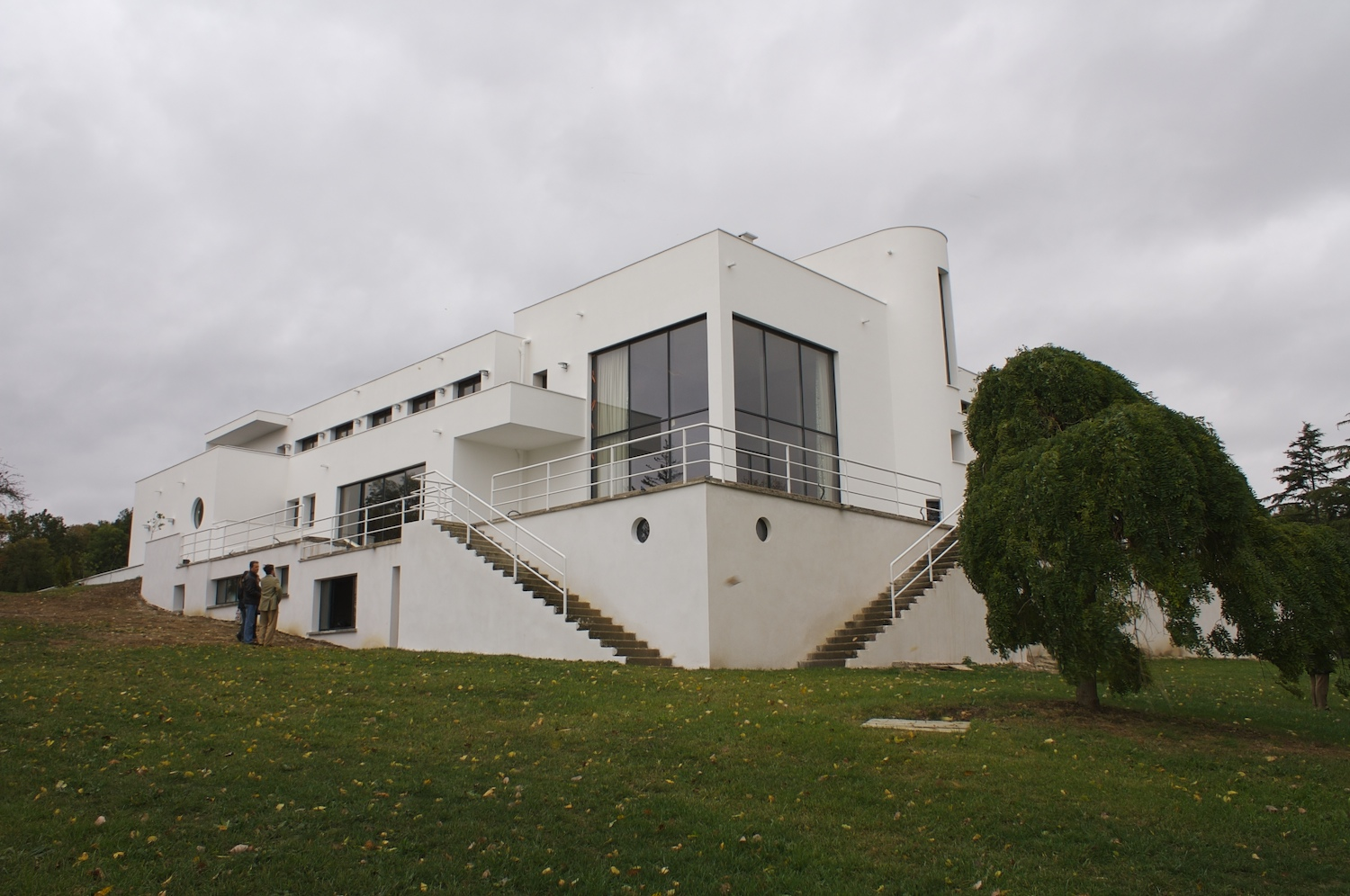
«Вилла Поль Пуаре», 1921—1923

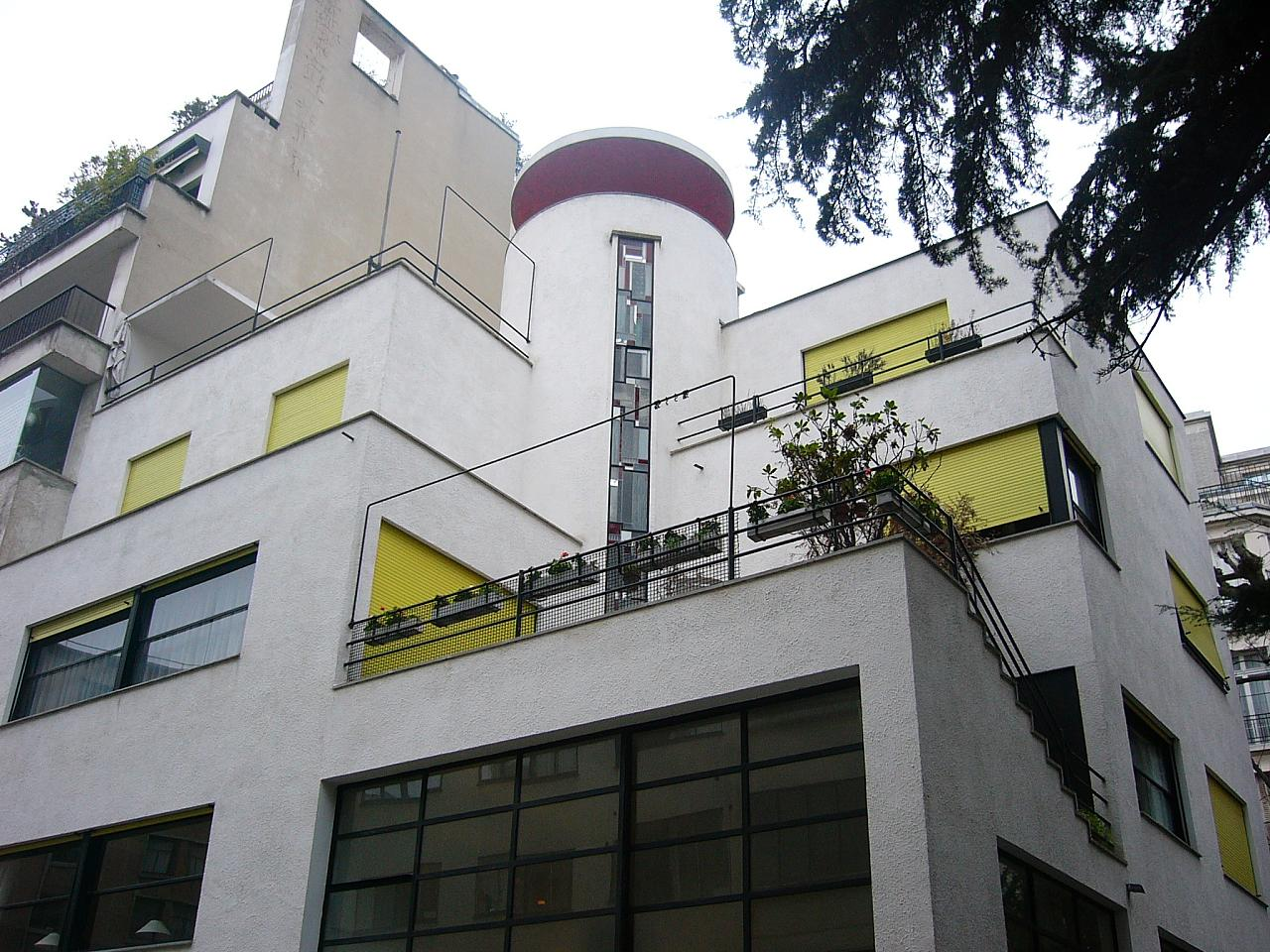
Отель «Мартель» на улице Малле-Стивенса, 1926—1927

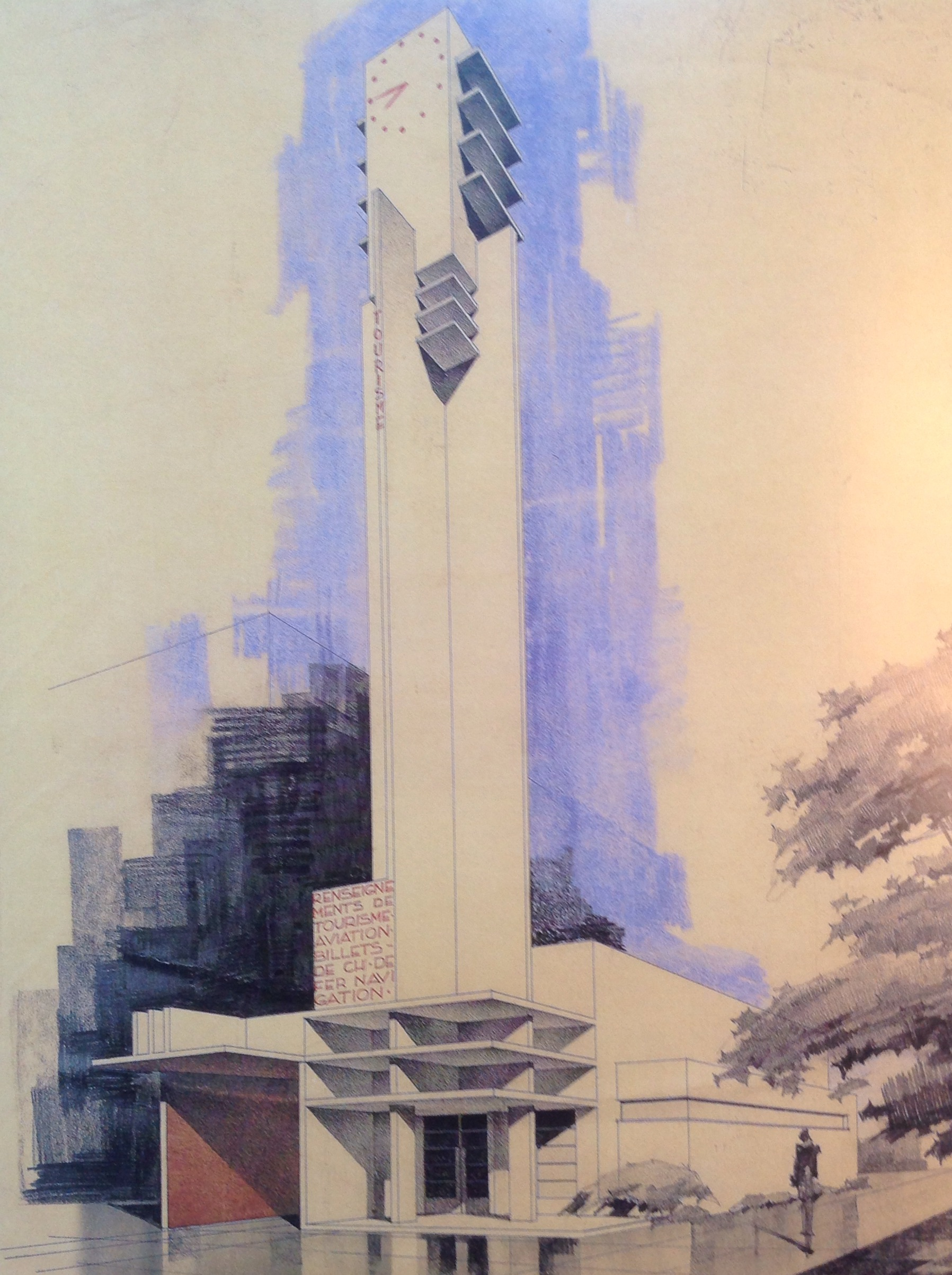
Павильон «Туризм», 1925

Робер Малле-Стивенс (фр. Robert Mallet-Stevens; 24 марта 1886 года — 8 февраля 1945 года) — французский архитектор и дизайнер. Вместе с Ле Корбюзье считается самой влиятельной фигурой французской архитектуры в период между двумя мировыми войнами.

## Биография
Малле-Стивенс родился в Париже во дворце Мезон-Лаффит (архитектор Франсуа Мансар, XVII век). Его отец и его дед были коллекционерами искусства в Париже и Брюсселе. Он получил образование в парижской École Spéciale d’Architecture, во время обучения опубликовал работу Guerande, в которой рассуждал об отношениях между разными формами искусства. В 1924 году начал публикацию журнала La Gazette Des 7 Arts, и одновременно, при поддержке Риччото Канудо, основал Club des amis du 7ème art. В 1920-х годах Малле-Стивенс построил улицу в XVI округе Парижа, которая была названа в его честь. На этой улице по проекту архитектора возведено 6 домов.
На Всемирной выставке в Париже (1925) Малле-Стивенс спроектировал одно из самых примечательных сооружений выставки — павильон туризма — и был удостоен почётного диплома, второй по значимости награды по классу архитектуры (как член жюри, он получил эту награду вне конкурса).
В дополнение к проектированию магазинов, заводов, пожарной части в Париж, многоквартирных и частных домов, а также интерьеров, Малле-Стивенс был одним из первых архитекторов, проявивших интерес к кинематографу. Декорации, которые он создал для немого фильма Марселя Л’Эрбье L’Inhumaine (1924), признаны шедевром.
Сюрреалистический фотограф и кинорежиссёр Ман Рэй снял фильм, вдохновившись архитектурой здания, названного «Вилла Ноай». На экранах эта лента появилась под названием The Mysteries of the Château de Dé (1929).
В течение карьеры Малле-Стивенс собрал вокруг себя команду художников и ремесленников — специалистов по интерьерам, скульптуре, стекольным и кузнечным работам, освещению. Примером коллективного подхода к творчеству является образование в 1929 году «Союза современных художников» (фр. Union des Artistes Moderne) под началом Малле-Стивенса, в который вошли 25 деятелей искусства, отмежевавшихся от «Общества художников-декораторов» (фр. Société des Artistes-Décorateurs).
В коллективной книге, посвящённой творчеству Малле-Стивенса, Константин Мельников писал о творчестве своего французского коллеги:

 «Его искусство, насколько мне известно по личному пребыванию на Международной выставке в Париже, ярко и в единстве выделялось среди своих соотечественников, реакционно поддерживающих блестящий шик Парижа. Геометрическая чёткость формы, логическая конструктивность, систематизация света и объёмов автором отданы на обслуживание пропорций целого и противопоставлены присущей модерну роскоши».— Константин Мельников (Rob Mallet-Stevens. Dix années de realization en architecture et decoration. Paris. 1931. p. 4—5)
Несколько проектных работ Р. Малле-Стивенса экспонировались на «1-й выставке современной архитектуры в Москве» (1927), а К. С. Мельников выступал с предложением Комиссии по организации постройки рабочего Театра имени МОСПС — заказать проект театра «представителю передовой французской архитектуры Робу Малле-Стивенсону».
Все архивы Малле-Стивенса по собственному указанию архитектора подлежали уничтожению после его смерти. Пожелания было исполнено, и Малле-Стивенс остался в истории практически безвестным. Французская выставка его рисунков, моделей и выполненных работ в Центре Помпиду прошла в 2005 при высоком общественном интересе.

## Здания и проекты
- «Вилла Поль Пуаре» (1921—1923, завершена в 1932 году) в Мези-сюр-Сен;
- «Вилла Ноай» (1923—1928) в Йере;
- «Вилла Кавруа» (1929—1932) в Круа;
- Улица Малле-Стивенс (1927), Париж:[11]
  - «Вилла Аллатини» — дом 5[12];
  - "Вилла де Даниэль Дрейфус — дом 7[13];
  - «Вилла Рейфенберг» — дом 8[14];
  - «Вилла де Фрер Мартель» — дом 10[15];
  - «Вилла Малле-Стивенс» — дом 12[16];
- «Гараж Альфа Ромео» на улице марбюф в Париже;
- Дом Луи Барилле — площадь Верженн в Париже[17];
- Пожарная часть (1935) на улице Мениль в Париже[18].